# Farid Yachou
Farid Yachou (* 1979 oder 1980) ist ein marokkanischer Pokerspieler. Er ist zweifacher Titelträger der World Poker Tour.

## Persönliches
Yachou betreibt ein Café im niederländischen Leeuwarden.

## Pokerkarriere
Yachou spielte Mitte Mai 2015 mit dem Main Event der World Poker Tour (WPT) in Amsterdam sein erstes Live-Pokerturnier der Variante No Limit Hold’em. Dabei setzte er sich gegen 340 andere Spieler durch und erhielt den Hauptpreis von rund 200.000 Euro. Durch den Triumph qualifizierte sich der Marokkaner für das Tournament Of Champions der WPT, das Ende April 2016 im Seminole Hard Rock Hotel & Casino in Hollywood, Florida, gespielt wurde. Auch dieses Turnier entschied er für sich und wurde mit seinem zweiten WPT-Titel sowie einer Auszahlung von mehr als 380.000 US-Dollar prämiert. Seitdem kam Yachou lediglich dreimal bei der European Poker Tour in Prag auf die bezahlten Plätze, zuletzt im Dezember 2018.
Insgesamt hat sich Yachou mit Poker bei Live-Turnieren knapp 650.000 US-Dollar erspielt.